# موريس ألين (تنس)
موريس ألين (بالإنجليزية: Allen Morris)‏ مواليد 4 سبتمبر 1932 في أتلانتا، هو لاعب كرة مضرب أمريكي سابق بدأ مسيرته كمحترف سنة 1953، اعتزل اللعب في 1971. وصل إلى المركز 1956 على مستوى الولايات المتحدة في سنة 1956. وصل في نفس السنة إلى ربع نهائي بطولة ويمبلدون.

## روابط خارجية
- موريس ألين على موقع رابطة محترفي التنس (الإنجليزية)
- موريس ألين على موقع الاتحاد الدولي لكرة المضرب (الإنجليزية)
- موريس ألين على موقع أرشيف التنس.كوم (الإنجليزية)
- موريس ألين على موقع قاعة كارولاينا الشمالية للمشاهير الرياضية (الإنجليزية)